# Happy Italy
Happy Italy is een Nederlandse restaurantketen, opgericht in Rotterdam en met landelijk 21 vestigingen. Sinds juli 2021 maakt de restaurantketen onderdeel uit van Restaurant Company Europe, waar ook Loetje onderdeel van is.

## Geschiedenis
Daniel de Blok begon in 2011 met de Happy Italy-formule op de Binnenrotte in Rotterdam. De keten is vooral populair onder jongeren en kenmerkt zich door snel bereide pizza's en pasta's voor een schappelijke prijs. In de jaren na opening groeide het bedrijf snel en werden er vestigingen geopend door het hele land, zoals in Alkmaar, Amsterdam, Breda, Eindhoven, Enschede, Groningen, Kerkrade en Tilburg.
Happy Italy opende in Dordrecht zijn eigen productiekeuken voor pasta's en sauzen. Later rolde het bedrijf ook afhaallocaties en een drive-through uit.
In 2021, het jaar dat het bedrijf zijn tienjarig bestaan vierde, sloot het zich aan bij Restaurant Company Europe. De voornaamste reden voor De Blok om zich hierbij aan te sluiten was het bewerkstelligen van groei in binnen- en buitenland. Vooral de Duitse en Belgische markt werd daarbij als interessante stap gezien.

## Galerij

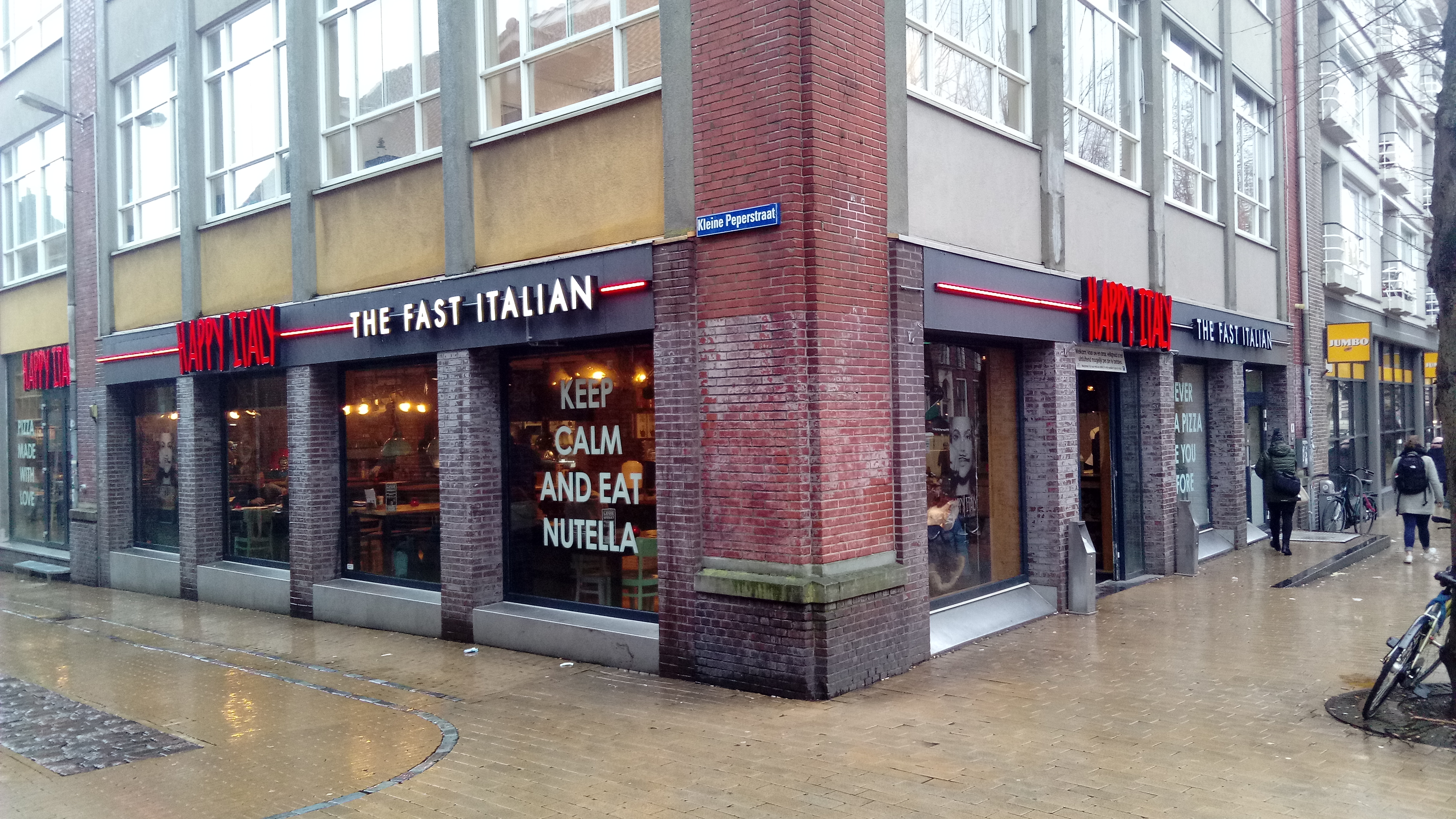
Happy Italy in Groningen
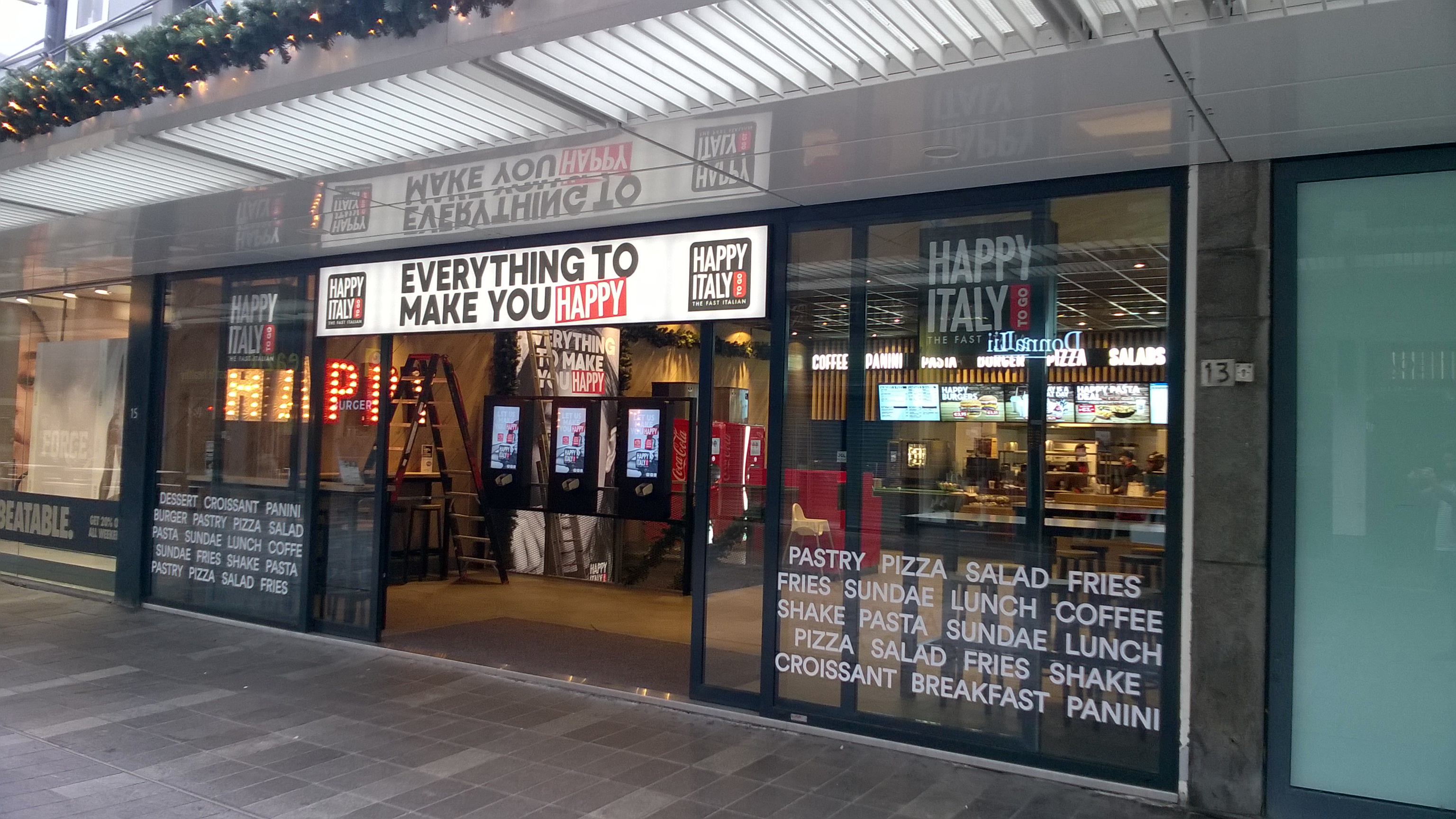
Happy Italy in Rotterdam